# Чрезвычайный указ № 9066

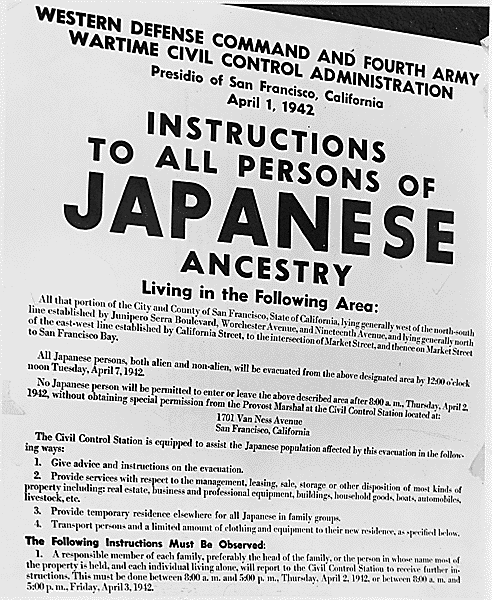
Указание жителям японского происхождения отчитаться о переселении

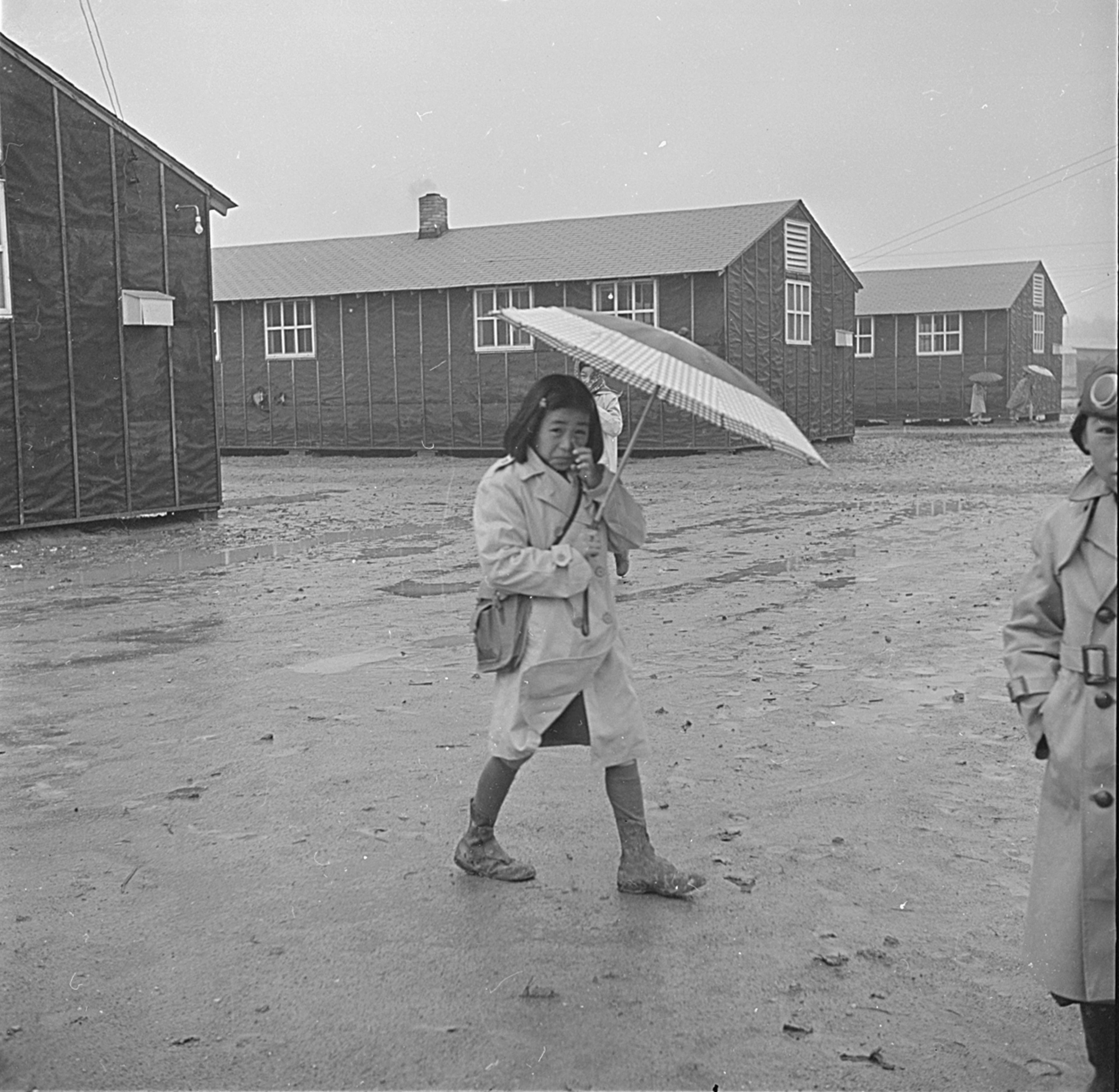
Интернированная девочка идёт в школу (Арканзас, 1943)

Чрезвычайный указ № 9066, изданный и подписанный президентом США Франклином Рузвельтом 19 февраля 1942 года, во время Второй мировой войны, уполномочивал военного министра обозначать некоторые территории как зоны военных действий. Таким образом, чрезвычайный указ № 9066 подготовил почву для перемещения этнических японцев в лагеря для интернированных.

## Указ
Указ уполномочивал военного министра США и командующих вооружёнными силами США обозначать определенные территории Соединённыx Штатов Америки как военные зоны, «из которых могут быть удалены все или некоторые гражданские лица», хотя он и не указывал на определенную национальность или этническую группу. В результате он был применён по отношению к одной трети всей территории США (в основном на западе) и использован против людей, происходящих из «недружественных государств», — американцев японского, немецкого и итальянского происхождения, а также беженцев-евреев из Германии.
Указ привел к интернированию японцев-неграждан и американцев японского происхождения — около 120,000 этнических японцев удерживались в лагерях для интернированных во время войны. Среди интернированных японцев 62 % являлись нисэями (рождённые в Америке дети иммигрантов из Японии, являющиеся гражданами США по праву рождения) или сансэями (дети нисэев, также являющиеся американскими гражданами), остальные же были иссэями (иммигранты из Японии, постоянные жители США).
Вне всякого сомнения, больше всего этим актом оказались затронуты американцы японского происхождения, поскольку все личности японского происхождения были удалены с западного побережья и южной Аризоны. На Гавайях, где более чем 140 000 американцев были японского происхождения (составляя 37 % населения), были изолированы лишь отдельные наиболее опасные граждане.
Американцы итальянского и немецкого происхождения также оказались задеты подобными ограничениями, вплоть до изоляции. Были интернированы 11 000 американцев немецкого происхождения, 3 000 американцев итальянского происхождения, наравне с некоторыми беженцами еврейского этнического происхождения. Интернированные беженцы-евреи прибывали из Германии, а правительство США в то время не делало различия между этническими евреями и этническими немцами (еврейством считались лица практикующие иудаизм). Некоторые из интернированных европейского происхождения были задержаны лишь на короткое время, другие же удерживались в течение нескольких лет после окончания войны. Как и интернированные японцы, подобные малые группы состояли в том числе и из рождённых в Америке граждан, особенно среди детей.
Военный министр США Генри Льюис Стимсон отвечал за содействие по перемещению людей транспортом, едой, местом для жилья и другими удобствами.

## Противостояние
Директор ФБР Джон Эдгар Гувер возражал против интернирования не с точки зрения конституции, а поскольку он считал, что наиболее вероятные шпионы уже были арестованы ФБР вскоре после внезапного нападения японцев на Пёрл-Харбор. Первая леди Элеонора Рузвельт также была против чрезвычайного указа № 9066. Много раз в личных разговорах с мужем она безуспешно пыталась убедить его не подписывать указ.

## После Второй Мировой Войны
Чрезвычайный указ № 9066 был отменён Джеральдом Фордом 19 февраля 1976 года. В 1980 Джимми Картер подписал закон о создании комиссии по переселению и интернированию гражданских лиц в военное время (Commission on Wartime Relocation and Internment of Civilians, сокр. CWRIC). CWRIC была утверждена для проведения официального государственного исследования указа № 9066, других указов военного времени, а также их влияния на американцев японского происхождения на западе и на коренных жителей Аляски на островах Прибылова.
В декабре 1982 CWRIC опубликовала результаты исследования под заглавием «Отказ в справедливости к личности» (англ. Personal Justice Denied), заключив, что лишение свободы американцев японского происхождения не было обосновано военной необходимостью. Отчёт установил, что решение о лишении свободы было основано на «расовых предрассудках, военной истерии и провале политического руководства». Комиссия рекомендовала законодательно возместить ущерб официальным извинением от федеральных органов и компенсацией в размере 20 000 $ каждому оставшемуся в живых. Также был основан публичный образовательный фонд, чтобы не допустить повторения подобной ситуации (публичный закон 100—383).
10 августа 1988 года на основе рекомендаций CWRIC Рональд Рейган подписал Акт гражданских прав. 21 ноября 1989 года Джордж Буш подписал финансовый законопроект, утверждающий выплаты с 1990 по 1998. В 1990 оставшиеся в живых бывшие интернированные японцы начали получать индивидуальные компенсации и письма с извинениями. Этот закон применялся только по отношению к американцам японского происхождения.